# 2-й Засеймский сельсовет
2-й Засе́ймский сельсовет — муниципальное образование со статусом сельского поселения в Мантуровском районе Курской области Российской Федерации.
Административный центр — село 2-е Засеймье.

## История
Статус и границы сельсовета установлены Законом Курской области от 21 октября 2004 года № 48-ЗКО «О муниципальных образованиях Курской области».
Законом Курской области от 26 апреля 2010 года № 26-ЗКО в состав сельсовета включены населённые пункты упразднённых Гущинского и Мяснянского сельсоветов.

## Население
| 2002  | 2010  | 2012  | 2013  | 2014  | 2015  | 2016  |
| ----- | ----- | ----- | ----- | ----- | ----- | ----- |
| 695   | ↗1360 | ↘1318 | ↘1285 | ↘1245 | ↘1225 | ↘1214 |
| 2017  | 2018  | 2019  | 2020  | 2021  |       |       |
| ↘1202 | ↘1187 | ↘1186 | ↘1156 | ↘1100 |       |       |

## Состав сельского поселения
| № | Населённый пункт | Тип населённого пункта       | Население |
| - | ---------------- | ---------------------------- | --------- |
| 1 | 2-е Засеймье     | село, административный центр | ↘380      |
| 2 | Белый Колодезь   | деревня                      | ↘100      |
| 3 | Борзенково       | деревня                      | ↘178      |
| 4 | Грачевка         | деревня                      | ↘12       |
| 5 | Гущино           | село                         | ↘243      |
| 6 | Мяснянка         | село                         | ↘161      |
| 7 | Нечаево          | деревня                      | ↘99       |
| 8 | Суволочное       | село                         | ↘70       |
| 9 | Трубацкое        | село                         | ↘117      |